# Archeria (dier)
Archeria is een geslacht van uitgestorven embolomeren dat leefde in het Vroeg-Perm van Texas en Oklahoma. Het was een middelgroot waterroofdier van twee meter lang, met een slank, langwerpig lichaam en staart. De ledematen waren verhoudingsgewijs klein maar goed ontwikkeld, verbonden met robuuste ledematengordels. De schedel was matig lang en laag, tot dertig centimeter lang. In tegenstelling tot de meeste embolomeren had Archeria ten minste veertig kleine beitelvormige tanden in plaats van grote hoektanden, die een uitgestrekt bijtvlak vormden. De anatomie van Archeria is bekend in vergelijking met de meeste embolomeren, zoals bekend is van meerdere complete skeletten die in 1939 werden ontdekt door Alfred S. Romer. Deze exemplaren waren afkomstig uit het Geraldine beenderbed, een afzetting van de Admiral-formatie aan de kust in Archer County, Texas. Andere overblijfselen van het geslacht werden eerder verwezen naar Cricotus, een Noord-Amerikaanse embolomeer van twijfelachtige geldigheid.

## Leefwijze
Dit dier leefde in meren, waar het zich voedde met ongewervelde dieren.

## Vondsten
Fossielen van dit dier werden gevonden in Noord-Amerika.